# Automatiseret ræsonnement
Automatiserede ræsonnementer er et område indenfor datalogi og matematisk logik dedikeret til at forstå forskellige aspekter af det at ræsonnere. Studiet af automatiserede ræsonnementer hjælper til at producere computerprogrammer, som lader computere ræsonnere fuldstændigt, eller nær-fuldstændigt, automatisk. Selvom forskning i automatiserede ræsonnementer ses som et underfelt af kunstig intelligens har det også forbindelser med teoretisk datalogi og filosofi.
| Programmering | Spire Denne artikel om datalogi eller et datalogi-relateret emne er en spire som bør udbygges. Du er velkommen til at hjælpe Wikipedia ved at udvide den. |